# Dzimierz
Dzimierz (niem. Dreilinden, do 1908 Dzimierz, daw. Dzimirz) – wieś w Polsce położona w województwie śląskim, w powiecie rybnickim, w gminie Lyski.
W latach 1975–1998 miejscowość administracyjnie należała do województwa katowickiego.
Przez miejscowość przepływa niewielka struga Sumina, dopływ Rudy.

## Historia nazwy wsi
Prawdopodobnie pochodzi od staropolskiego imienia Zdzimierz, Zdzimir.
Nazewnictwo wsi Dzimierz w poszczególnych wiekach na podstawie książek:
„Toponomastyka” autorstwa mgr Wiesława Sienkiewicz i „Wśród Śląskich Nazw” autorstwa prof. Henryka Borka:
- 1531 r. – „Grzemirza”
- 1652 r. – „Dzimierze”
- 1679 r. – „villa Dzimirzowice”
- 1745 r. – „Dzimirtz”
- 1784 r. – „Dzimierz”
- 1908 r. – „Dreilinden”[6] (trzy lipy, co dosłownie odpowiada herbowi)

Po 1922 wrócono do nazwy Dzimierz.

## Zabytki
- Pałac w Dzimierzu